# Glacier rocheux de Laurichard
Le glacier rocheux de Laurichard est localisé dans les Hautes-Alpes en France, dans les pics de Combeynot, en bordure du massif des Écrins. Il est situé entre 2 650 et 2 450 m d'altitude, sur la face nord du massif des pics de Combeynot.

## Géographie

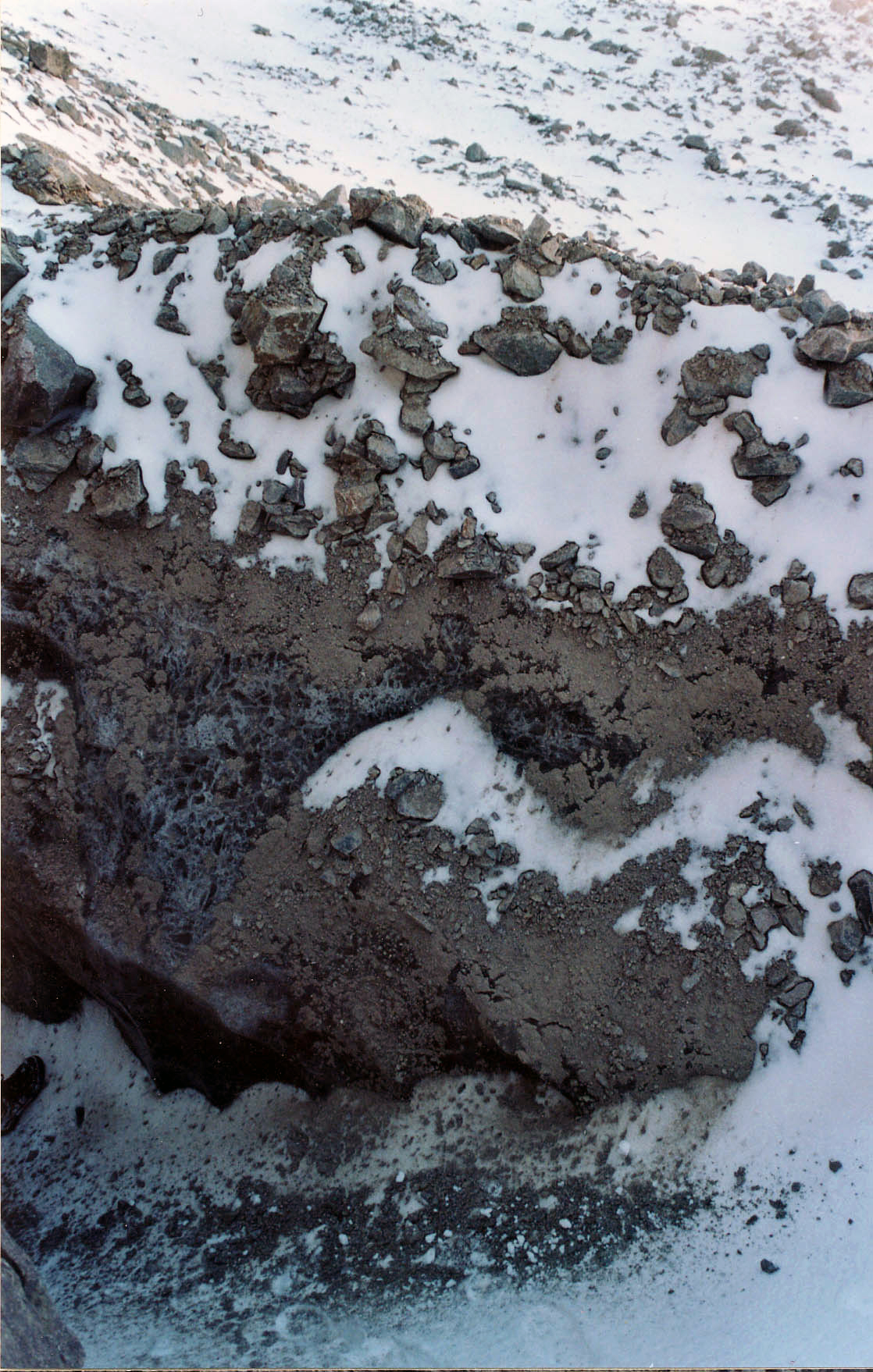
Rimaye observable à la racine du glacier rocheux de Laurichard à la fin de l'été 2003 (la tranchée fait 3 à 5 mètres de hauteur).

Comme tous les glaciers rocheux, il est constitué d'éboulis dont les blocs rocheux sont cimentés par de la glace. C'est un glacier rocheux actif. Dans sa partie haute, il a une largeur d'environ 200 mètres, tandis qu'en partie basse, sa largeur est d'environ 50 mètres. Son épaisseur est d'une quarantaine de mètres. Il est recouvert d'une masse d'éboulis de 4 à 5 mètres d'épaisseur qui protège son cœur des chaleurs estivales. Sa vitesse de déplacement est d'environ 1,50 m par an dans sa partie la plus raide et de 5 à 10 cm dans sa partie basse. Les vitesses de déplacement du glacier augmentent depuis les années 1990, notamment depuis 2008.
Il est l'objet d'un suivi régulier, initié en 1979, de la vitesse de fonte de sa surface. Ce suivi, effectué annuellement par les gardes du parc national des Écrins, en fait la plus longue série de mesures du pergélisol dans les Alpes françaises et un enregistreur pertinent des modifications climatiques de ces dernières décennies.